# Robert Geller
Robert Geller (* 5. Januar 2004) ist ein deutscher Fußballspieler. Der linke Mittelfeldspieler spielt derzeit beim Karlsruher SC und steht vorrangig im Kader der zweiten Mannschaft.

## Karriere
Geller begann seine fußballerische Laufbahn in der Jugend des Karlsruher SC. Dort durchlief er sämtliche Jugendmannschaften bis einschließlich der U-19-Mannschaft. Mit der ersten Mannschaft reiste er ins Wintertrainingslager 2022/23 nach Spanien. Da der Karlsruher SC indes zum damaligen Zeitpunkt keine zweite Mannschaft unterhielt, wechselte er im Sommer 2023 zur zweiten Mannschaft des VfB Stuttgart in die Regionalliga Südwest. Mit dieser stieg er in die 3. Liga auf, kam aber nur zweimal zum Einsatz.
Zur Saison 2024/25 kehrte Geller zurück zum KSC, der mit dieser Spielzeit eine in der sechstklassigen Verbandsliga Baden antretende zweite Mannschaft neu angemeldet hatte. Dort gehörte er fest zur Stammelf. Am 18. August 2024 kam Geller zu seinem ersten Einsatz für die Profimannschaft, als er beim 5:0-Sieg im DFB-Pokalspiel gegen die Sportfreunde Lotte von Trainer Christian Eichner in der 65. Spielminute für Leon Jensen eingewechselt wurde. In der Folge stand er regelmäßig auch im Kader der ersten Mannschaft. Zu seinem Zweitligadebüt kam Geller am 31. Januar 2025 beim 2:2-Unentschieden gegen die SV Elversberg, als er für Bambasé Conté eingewechselt wurde. Für die zweite Mannschaft steuerte er in 25 Spielen neun Tore zur Meisterschaft und zum Aufstieg in die Oberliga Baden-Württemberg bei.

## Titel
- Meister der Regionalliga Südwest und Aufstieg in die 3. Liga: 2024 (VfB Stuttgart II)
- Meister der Verbandsliga Baden und Aufstieg in die Oberliga Baden-Württemberg: 2025 (Karlsruher SC II)